# بطولة إفريقيا للجودو 2004
دارت بطولة إفريقيا للجودو 2004 في مدينة تونس في تونس من 7 إلى 8 ماي 2004.